# Ante Kovač
Ante Kovač (Vrbanja, 23. svibnja 1897. – Beograd, 15. rujna 1972.), (pseudonim Pfificus), hrvatski književnik, političar i publicist. Pisao pod pseudonimom Pfificus. Pisao novele, humorističke priče, putopise, podlistke i kozerije.

## Životopis
Rođen u Vrbanji. U Vinkovcima završio gimnaziju prvih godina prvog svjetskog rata. Mobiliziran u austro-ugarsku vojsku. Zarobljen na ruskom ratištu. Postao solunskim dobrovoljcem. Poslije rata studirao je pravo u Beogradu i u Zagrebu. Izabran za zastupnika u Narodnoj skupštini u Beogradu. Obnašao dužnost tajnika Narodne skupštine. Bio je glavni urednik nekoliko listova. U drugom svjetskom ratu bio je u njemačkom zarobljeništvu. Po izlasku iz zarobljeništva vratio se novinarstvu.

## Novinarski rad
Uređivao je listove Pokret (1921. – 24.), Riječ (1927. – 31.) i Jugoslovenske novine (1936. – 39.). Poslije njemačkog zarobljeništva bio je novinar Duge i Glasa, komentator na Radio Jugoslaviji i urednik na Radio Beogradu.

## Djela
- Milovanje u pesmi i prozi (1923.)
- Impresije iz jedne epohe (1923.)
- Sentimentalna putovanja boga Marsa (1928.)
- suradnja u Spomenica o stopedesetgodišnjici državne gimnazije u Vinkovcima[2]